# الروبوتات عن بعد
الروبوتات عن بعد هو مجال الروبوتات المعنية بالتحكم في الروبوتات شبه المستقلة من مسافة بعيدة جغرافيًا، وذلك باستخدام الشبكة اللاسلكية مثل واي فاي وبلوتوث أو الاتصالات السلكية.

## التشغيل عن بعد
يشير التشغيل عن بعد إلى تشغيل آلة معينة بعيدة مسافة عن المُشغل. إنه مشابه في المعنى لعبارة «التحكم عن بعد» ولكنه يستخدم عادةً في البيئات البحثية والأكاديمية والتقنية. يرتبط بشكل شائع بالروبوتات الثابتة والروبوتات المتنقلة ولكن يمكن تطبيقه على مجموعة كاملة من الظروف التي يتم فيها تشغيل جهاز أو آلة بواسطة شخص من مسافة بعيدة.

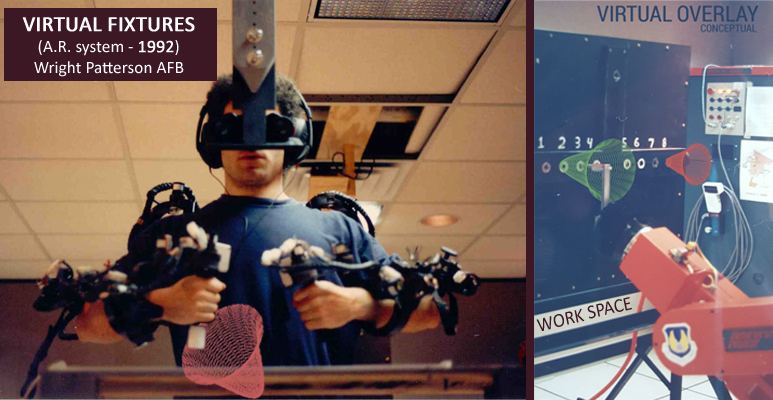
أوائل الروبوتات عن بعد (روزنبرغ، 1992) القوات الجوية الأمريكية - نظام التركيبات الافتراضية

التشغيل عن بعد هو المصطلح الأكثر شيوعًا، المستخدم في كل من المجتمعات البحثية والتقنية، للإشارة إلى العملية عن بعد بالآلة.  من أوائل أنظمة التواجد عن بعد التي مكنت المشغلين من الشعور بوجودهم في بيئة معينة من خلال جميع الحواس (البصر والصوت واللمس) كان نظام التركيبات الافتراضية الذي تم تطويره في مختبرات أبحاث القوات الجوية الأمريكية في أوائل التسعينيات. مكّن هذا النظام المُشغلين من أداء المهام المتعددة عن بُعد بحيث يشعر المُشغل كما لو كان يقوم بهذه المهمة بينما في الواقع كان روبوتًا يؤدي المهمة عن بُعد.
جهاز التحكم عن بعد هو جهاز يتم التحكم فيه عن بُعد بواسطة شخص يسمى المُشغل. في حالات بسيطة، تتوافق إجراءات أوامر المشغل المتحكم بشكل مباشر مع الإجراءات في الجهاز الذي يتم التحكم فيه، في المستويات الأكثر تعقيد، قد يعمل الجهاز بشكل مستقل إلى حد ما في أمور مثل تجنب العوائق المادية، والتي تستخدم أيضًا بشكل شائع في المركبات الفضائية على الكواكب.
مكونان رئيسيان للروبوتات عن بعد هما التطبيقات المرئية والتحكمية. توفر الكاميرا البعيدة تمثيلًا مرئيًا للمشهد من الروبوت. وضع الكاميرا الروبوتية في منظور يسمح بالتحكم البديهي، على الرغم من أنه يُعد من الخيال العلمي روبرت أ.هينلين والدو قادر على التحكم في كاميرا الروبوت بطريقة مفيدة. باستخدام شاشة مثبتة على الرأس، يمكن تسهيل التحكم في الكاميرا من خلال تتبع الرأس كما هو موضح في الشكل أدناه.
يعمل هذا فقط إذا شعر المستخدم بالراحة وذلك من خلال عدم وجود أي زمن تأخير بأنتقال الصورة من الروبوت إلى المُشغل، والتأخر في الاستجابة للحركات، والتمثيل المرئي. يمكن أن تتسبب أي مشكلات مثل الدقة غير الكافية، وزمن انتقال صورة الفيديو، والتأخر في المعالجة الميكانيكية والكمبيوتر للحركة والاستجابة، والتشوه البصري بسبب عدسة الكاميرا وعدسات العرض المثبتة على الرأس، في حدوث مشاكل في المحاكاة '' للمستخدم.
أدت التحسينات الأخيرة في أجهزة الحاسوب إلى تحويل التركيز إلى درجات أكبر من الحرية، مما سمح للأجهزة الروبوتية التي تبدو أكثر ذكاءً وأكثر شبه للأنسان في حركاتها. يسمح هذا أيضًا بمزيد من التشغيل المباشر عن بُعد حيث يمكن للمستخدم التحكم في الروبوت بحركاته الخاصة.

## التطبيقات
الفضاء

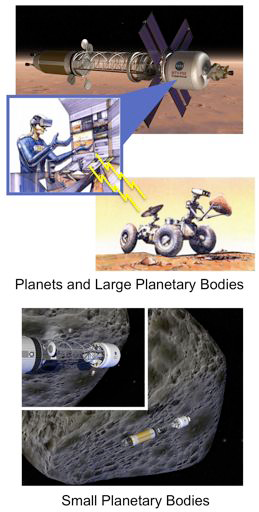
ناسا هيرو (الاستكشاف الروبوتي)

باستثناء برنامج أبولو، تم إجراء معظم عمليات استكشاف الفضاء باستخدام مسبارفضائي عن بعد. تم إجراء معظم علم الفلك الفضائي، على سبيل المثال، باستخدام التلسكوبات الروبوتية.  تستخدم برامج استكشاف الكواكب الروبوتية المركبات الفضائية التي تمت برمجتها من قبل العلماء في المحطات الأرضية، تشمل الأمثلة الحديثة الجديرة بالملاحظة المركبات الجوالة لاستكشاف المريخ (MER) ومركبة كيوريوسيتي.
اقترحت ناسا استخدام أنظمة روبوتية عن بعد عالية القدرة  لاستكشاف الكواكب في المستقبل باستخدام الاستكشاف البشري من المدار. في مفهوم استكشاف المريخ الذي اقترحه لانديس، يمكن القيام بمهمة تمهيدية إلى المريخ حيث تقوم المركبة البشرية بإحضار طاقم إلى المريخ، ولكنها تظل في المدار بدلاً من الهبوط على السطح، بينما يتم تشغيل روبوت عن بعد عالي القدرة بشكل على السطح ذلا الكوكب. مثل هذا النظام من شأنه أن يتجاوز الروبوتات البسيطة التي تستغرق وقتًا طويلاً وينتقل إلى نظام التواجد الافتراضي عن بُعد على هذا الكوكب.
عقد المؤتمرات عبر تقنية الفيديو
لقد أتاح انتشار مؤتمرات الفيديو عالية الجودة باستخدام الأجهزة المحمولة والأجهزة اللوحية وأجهزة الحاسوب المحمولة نموًا جذريًا في روبوتات التواجد عن بُعد للمساعدة في إعطاء إحساس أفضل بالوجود المادي عن بُعد للتواصل والتعاون في المكاتب والمنازل والمدارس والجامعات عندما لا يستطيع المشخص الحضور شخصيًا. يمكن للروبوت أن يتحرك أو ينظر حوله كما يفعل الشخص المُشغل له.
التطبيقات البحرية
تُستخدم المركبات البحرية التي يتم تشغيلها عن بُعد نظام (ROVs)[بحاجة لمصدر] على نطاق واسع للعمل في المياه العميقة جدًا أو شديدة الخطورة بالنسبة للغواصين. تم استكشاف حطام سفينة تايتانيك بواسطة ROV.
الاستخدام الطبي عن بعد
يتم إجراء الكثير من الأبحاث الروبوتية عن بُعد في مجال الأجهزة الطبية وأنظمة الجراحة الطفيفة. باستخدام نظام الجراحة الروبوتية، يمكن للجراح العمل داخل الجسم من خلال ثقوب صغير، دون الحاجة إلى فتح تجويف الصدر للسماح للأيدي بالدخول.
روبوتات الاستجابة للطوارئ
لدى المعهد الوطني للمعايير والتقنية مجموعة من معايير الاختبار المستخدمة في الاستجابة للطوارئ باستخدام الروبوتات المُتحكم بها عن بعد.
تطبيقات أخرى
تستخدم المعالجات عن بعد للتعامل مع المواد المشعة.